# Ricardo Jorge
Ricardo Jorge Sousa Miranda, noto semplicemente come Ricardo Jorge (Marinha Grande, 6 settembre 1980), è un ex calciatore portoghese, di ruolo centrocampista.

## Carriera

### Club
Ha sempre giocato nel campionato portoghese. Ha disputato con il Rio Ave una stagione in Primeira Liga.